# Akino Kondoh
Akino Kondoh (近藤聡乃, Kondō Akino) née en 1980 dans la préfecture de Chiba au Japon, est une artiste contemporaine, illustratrice et mangaka japonaise.

## Biographie
À 19 ans, elle publie son premier manga, Kobayashi Kayoko (小林加代子), pour lequel elle reçoit le prix d'encouragement AX des mangaka débutants.
Elle étudie le graphisme à l'Université des beaux-arts Tama. Pendant sa troisième année, elle produit son premier film d'animation The evening Traveling (電車かもしれない) pour lequel elle reçoit de nombreux prix au Japon. En parallèle, elle continue à publier des mangas dans des magazines d'avant garde comme Comic H, AX ou Eureka,. À partir de 2003, elle commence à exposer dans des galeries au Japon et à l'international.
En 2008, elle reçoit une bourse de l'Agence pour les Affaires culturelles du Japon et  pour faire une résidence artistique à New York. Son séjour était l'occasion pour elle d'étudier l'art contemporain et devait initialement durer un an, mais, au terme de sa résidence, elle décide de s'y installer. Elle s'inspire de ses expériences dans la ville pour dessiner les épisodes de Noodling in New York qu'elle publie sur Matogrosso à partir de 2012 puis sur le site de son éditeur Akishobō à partir de 2015. Ces épisodes seront ensuite compilés en manga dans Chroniques New-Yorkaises. En France, les épisodes sont prépubliés par le journal Libération à partir de 2016.
Ses œuvres font partie des collections de l'Asia Society (New York), du musée de la ville de Kawasaki et du Musée d'Art Mori (Tokyo)

## Inspirations et influences
Disant n'avoir pas grandi en lisant beaucoup de mangas, Akino Kondoh affirme cependant avoir été profondément marquée par sa découverte du magazine Garo quand elle était au collège,. Elle intègre également les codes du manga underground en publiant dans les revues dédiées,.

## Récompenses
| Année | Œuvre                                    | Prix                                                           | Référence |
| ----- | ---------------------------------------- | -------------------------------------------------------------- | --------- |
| 2000  | Kobayashi Kayoko (小林加代子)            | Prix AX des mangaka débutants - prix d'encouragement           | [ 8 ]     |
| 2002  | Hakoniwa-Mushi (はこにわ虫)              | GEISAI (ja) - prix Yayoi Kusama                                | [ 9 ]     |
| 2002  | The Evening Traveling (電車かもしれない) | Laputa Animation Festival - prix du public                     | [ 10 ]    |
| 2002  | The Evening Traveling (電車かもしれない) | NHK Digital Stadium - prix de l'animation                      |           |
| 2002  | The Evening Traveling (電車かもしれない) | Japan Media Arts Festival - prix d'encouragement               | [ 11 ]    |
| 2003  | Tsumekiri monogatari (つめきり物語)      | Japan Media Arts Festival - recommandation du jury (manga)     | [ 12 ]    |
| 2012  | KiyaKiya                                 | Japan Media Arts Festival - recommandation du jury (animation) | [ 13 ]    |

## Publications

### Mangas
- はこにわ虫 (Seirin Kōgeisha 2004)  (ISBN 978-4883791729)
  - Les Insectes en moi (Le Lézard noir)  (ISBN 978-2-35348-003-6), traduction de Miyako Slocombe
- いつものはなし (Seirin Kōgeisha 2008)  (ISBN 978-4-88379-270-2)
  - EIKO (Le Lézard noir)  (ISBN 2-35348-000-4), traduction de Miyako Slocombe
- うさぎのヨシオ (Kadokawa Enterbrain, 2012)  (ISBN 978-4047279957)
- Nothing Whatsoever All Out in the Open (Retrofit Comics, 2014)  (ISBN 9781940398310)
- A子さんの恋人 (Kadokawa Enterbrain 2015-2020), 7 tomes
- ニューヨークで考え中 (Akishobo 2015-), en cours, 7 tomes publiés
  - Chroniques New-Yorkaises (Le Lézard noir, 2016-), en cours, 2 tomes publiés

### Arts et Illustrations
- KiyaKiya (Nanarokusha 2011)  (ISBN 978-4904292167)
- 不思議というには地味な話 (Nanarokusha 2012)  (ISBN 978-4-904292-25-9)
- 近藤聡乃スケッチ原画集 KiyaKiya (Nanarokusha, 2013)  (ISBN 978-4-904292-16-7)
- 近藤聡乃作品集 Akino Kondoh 1998-2013 (Nanarokusha 2013)  (ISBN 978-4904292457)

### Ouvrages collectifs
- AX vol.1 A Collection of Alternative Manga, (Top Shelf Productions, 2010)  (ISBN 978-1-60309-042-1)
- 谷崎万華鏡 - 谷崎潤一郎マンガアンソロジー (Chuōkoron shinsha, 2016)  (ISBN 978-4120049026)
- Eureka (ja) vol.3 (Seidosha, 2021)  (ISBN 978-4-7917-0398-2)
- 作家と猫 (Heibonsha, 2021)  (ISBN 9784582747119)
- Entropy Press vol.1 (Joshōdō, 2021)
- Pandemic Diary (Shinchōsha, 2021)  (ISBN 978-4-10-354051-9)
- 谷崎マンガ-変態アンソロジー (Chuōkoron shinsha, 2021)  (ISBN 978-4-12-207097-4)

## Expositions

### Expositions solo
- 2003 : GALLERY ES (Tokyo, Japon)
- 2004 : trance pop gallery (Kyoto, Japon)
- 2006 : Ladybirds' Requiem, Mizuma Art Gallery (Tokyo, Japon)
- 2007 : hint, Tache-Levy Gallery, Bruxelles, Belgique
- 2008 : Flesh, Mizuma Art Gallery, Tokyo
- 2011 : KiyaKiya, Mizuma Art Gallery, Tokyo
- 2013 : KiyaKiya 1/15 sec., galleri s.e, Bergen, Norway
- 2018 : MAM SCREEN 008, Mori Art Museum, Tokyo
- 2019 : Never Before Named, Art Gallery ARTIUM, Fukuoka

### Expositions collectives
- 2010 : Musée Guggenheim (New York, États-Unis) : YouTube Play: Biennale of Creative Video, TOP 25 videos (Ladybirds’ Requiem)
- 2010 : Centre national des Arts de Tokyo (Tokyo, Japon) : DOMANI: The Art of Tomorrow (ja) Exhibition 2010
- 2012 : Centre Pompidou (Paris, France) : Planète Manga ![14]
- 2013 : OCT Contemporary Art Terminal Shanghai (Shanghai, Chine) : The Garden of Forking Paths: Exploring Independent Animation
- 2015 : Waterfall Gallery (New York, États-Unis) : Fermented souls[15]
- 2015 : Mizuma Gallery (Singapore) : Further towards the future
- 2015 : OHD Museum (Magelang, Indonésie) : Unveiling Fundamentals in Contemporary Art Through Asia[16]
- 2015 : Musée Alfred-Canel (Pont-Audemer, France) : Toutes uniques, toutes identiques: Accumulations, répétitions, proliférations dans l’art contemporain[17]
- 2015 : Festival Videoformes (Mons, Belgique): From video age to digital art[18]
- 2016 : POLA museum annex Exhibition (Tokyo, Japon)
- 2017 : Kresge Foundation Gallery (New Jersey, États-Unis) : Forms and Effects: Ukiyo-e to Anime[19]
- 2017 : Festival Tricky Women (Vienne, Autriche): tenacious, gracious[20]
- 2019 : Festival international du film d'animation d'Annecy (France): Hommage à l'animation japonaise, nouvelle vague[21]
- 2022 : Centre national des Arts de Tokyo (Tokyo, Japon) : DOMANI: The Art of Tomorrow Exhibition 2022-23[22]

## Autres
En plus de ses activités à titre personnel, Akino Kondoh participe également à des projets de commande comme la jaquette de l'album The Goddess - Music for the Ancient of Days de John Zorn (avec qui elle avait déjà collaboré pour KiyaKiya), ou des couvertures de magazines, par exemple pour le magazine Monkey ou Philosophie contemporaine (ja) (現代思想).
Son film The Evening Traveling a également été utilisé comme clip pour illustrer un titre du groupe TAMA.